# Podworańce (gmina Dukszty)
Podworańce (lit. Padvariai) − wieś na Litwie, w rejonie wileńskim, 8 km na północny zachód od Duksztów, zamieszkana przez 10 ludzi. 

## Historia
W dwudziestoleciu międzywojennym wieś leżąca w Polsce, w województwie wileńskim, w powiecie wileńsko-trockim, w gminie Mejszagoła. W 1931 miejscowość liczyła 98 mieszkańców, zamieszkałych w 16 budynkach.
Po II wojnie światowej w granicach Związku Sowieckiego. Od 1991 na niepodległej Litwie.